# Olympische Winterspiele 1948/Teilnehmer (Niederlande)
| Gelbes Symbol für Goldmedaillen mit stilisierten Olympischen Ringen | Graues Symbol für Silbermedaillen mit stilisierten Olympischen Ringen | Braundes Symbol für Bronzemedaillen mit stilisierten Olympischen Ringen |
| ------------------------------------------------------------------- | --------------------------------------------------------------------- | ----------------------------------------------------------------------- |
| —                                                                   | —                                                                     | —                                                                       |

Die Niederlande nahmen an den V. Olympischen Winterspielen 1948 in St. Moritz mit einer Delegation von vier Eisschnellläufern teil.
| Männliche Teilnehmer aus den Niederlanden | Männliche Teilnehmer aus den Niederlanden | Männliche Teilnehmer aus den Niederlanden | Männliche Teilnehmer aus den Niederlanden | Männliche Teilnehmer aus den Niederlanden |
| Sportart                                  | Sportler                                  | Disziplin                                 | Platz                                     | Bemerkung                                 |
| ----------------------------------------- | ----------------------------------------- | ----------------------------------------- | ----------------------------------------- | ----------------------------------------- |
| Eisschnelllauf                            | Cornelis Broekman                         | 500 m                                     | 28                                        |                                           |
| Eisschnelllauf                            | Cornelis Broekman                         | 1500 m                                    | 9                                         |                                           |
| Eisschnelllauf                            | Cornelis Broekman                         | 5000 m                                    | 6                                         |                                           |
| Eisschnelllauf                            | Cornelis Broekman                         | 10.000 m                                  | 5                                         |                                           |
| Eisschnelllauf                            | Anton Huiskes                             | 500 m                                     | 27                                        |                                           |
| Eisschnelllauf                            | Anton Huiskes                             | 1500 m                                    | 24                                        |                                           |
| Eisschnelllauf                            | Anton Huiskes                             | 5000 m                                    | 12                                        |                                           |
| Eisschnelllauf                            | Anton Huiskes                             | 10.000 m                                  | 14                                        |                                           |
| Eisschnelllauf                            | Aad de Koning                             | 500 m                                     | 23                                        |                                           |
| Eisschnelllauf                            | Aad de Koning                             | 1500 m                                    | 25                                        |                                           |
| Eisschnelllauf                            | Aad de Koning                             | 5000 m                                    | 20                                        |                                           |
| Eisschnelllauf                            | Jan Langedijk                             | 500 m                                     | 29                                        |                                           |
| Eisschnelllauf                            | Jan Langedijk                             | 1500 m                                    | 13                                        |                                           |
| Eisschnelllauf                            | Jan Langedijk                             | 5000 m                                    | 5                                         |                                           |
| Eisschnelllauf                            | Jan Langedijk                             | 10.000 m                                  | 6                                         |                                           |